# John Holland, I duque de Exeter
John Holland, I duque de Exeter (c. 1352 - 16 de enero de 1400), también I conde de Huntingdon, fue un noble inglés, medio hermano del rey Ricardo II (1377-1399), a quien se mantuvo fuertemente leal. Es recordado principalmente como posible conspirador en la caída de Tomás de Woodstock, duque de Gloucester (1355 - 1397), tío del rey Ricardo II; y por conspirar contra el primo del rey (posterior usurpador), el futuro rey Enrique IV (1399 - 1413).

## Orígenes
Fue el tercer hijo de Thomas Holland y su esposa Juana de Kent, llamada la la bella doncella de Kent, hija de Edmundo de Woodstock, conde de Kent, y a través de este nieta de Eduardo I (1272 - 1307). El título de conde de Kent fue creado en múltiples ocasiones, incluido para Edmundo de Woodstock y los Holland. Más adelante. Juana se casó con Eduardo, el príncipe negro, heredero del rey Eduardo III, de cuyo matrimonio nació el rey Ricardo II.

## Carrera política
A comienzos del reinado de su hermano, Holland fue nombrado caballero de la Orden de la Jarretera (1381). También acompañó en su viaje a Inglaterra a la reina Ana de Luxemburgo.
Holland tenía un terrible temperamento que le sumergió en una larga serie de incidentes. El más famoso ocurrió en la expedición real a Escocia en 1385, cuando un arquero al servicio de Ralph Stafford, primogénito del conde de Stafford, al que asesinó en cuanto fue a disculparse. Ante esto, el rey Ricardo ordenó la retención de los bienes de su medio hermano. Se dijo que la muerte de la princesa Juana al poco tiempo se debió de la disputa entre sus hijos.
Al año siguiente, Holland se reconcilió con los Staffords, por lo que el rey le devolvió su patrimonio. En 1386 se casó con Isabel de Lancaster, hija de Juan de Gante y Blanca de Lancaster, por tanto miembro de la familia real y prima de Ricardo. El matrimonio partió en la expedición de Gante a Castilla, en la que Holland fue contestable del ejército inglés. Tras su regreso al reino el 2 de junio de 1388, fue nombrado conde de Huntingdon. En 1389, fue nombrado Gran Lord Chambelán vitalicio y Almirante de la Flota en los Mares Occidentables, así como condestable del castillo de Tintagel, Cornualles. Durante este tiempo, además, recibió, más gracias y tierras del rey. En pocos años, acumuló más oficios: Condestable del castillo de Conway (1394), gobernador del castillo de Carlisle (1395), Guardián (1398) y más tarde condestable general de las marcas escocesas. Su servicio militar se interrumpió con la peregrinación a Tierra Santa en 1394.
En 1397 Holland marchó con el rey para arrestar a Tomás de Woodstock, duque de Gloucester, y Richard FitzAlan, XI conde de Arundel, apoderándose más tarde del castillo de Arundel por orden del rey. Como recompensa, el 29 de septiembre de 1397, se le concedió el ducado de Exeter.
En 1399, acompañó al rey Ricardo en su expedición a Irlanda. Al regresar, Ricardo II le envió a negociar con su primo, el cuñado de Holland, Enrique Bolingbroke. Cuando este derrocó a Ricardo II en 1399 y tomó el trono como Enrique IV (1399 - 1413), retiró a Holland sus tierras y títulos, con excepción del condado de Huntingdon, por haber participado en el arrestro y caída de su tío Thomas de Woodstock.
A principios de 1400, Holland, su sobrino Thomas, Thomas le Despencer y otros nobles idearon un complot fallido contra el rey, que implicaba el asesinato de su familia y la restauración de Ricardo II, entonces prisionero. A causa de este, Holland fue capturado cerca del castillo de Pleshy, Essex, mientras huía; tras lo que fue ejecutado el 16 de enero de 1400 ante varios testigos, incluyendo a Thomas FitzAlan, XII conde de Aurendel. Las tierras y títulos que aún tenía Holland le fueron requisados, pero más tarde se restauraron a favor de su hijo John Holland, II duque de Exeter.
Su cuerpo fue enterrado en la iglesia coliegiada de Pleshy. Su tumba se mantuvo allí hasta finales del siglo XVI, cuando se rompió para usar como material de construcción, solo un fragmento se mantenía a inicios del siglo XVII.

## Descendencia
En 1386, John Holland desposó a Isabel de Lancaster, hija de Juan de Gante y Blanca de Lancaster, con quien tuvo seis hijos:
- Richard Holland, II conde de Huntingdon (m. 3 de septiembre de 1400), quien solo sobrevivió a sus padres siete meses.
- Constance Holland (1387 - 1437), casada con Thomas Mowbray, IV conde de Norfolk, y más tarde con Sir John Grey.
- Elizabeth Holland (c. 1389 - 1449), casada con Sir Roger Fiennes.
- Alice Holland (c. 1392 - c. 1406), casada con Richard de Vere, XI conde de Oxford.
- John Holland, II duque de Exeter (1395 - 1447), segundo hijo, a favor de quien se restauró el ducado de su padre en 1416.
- Sir Edward Holland (c. 1399 - después de 1413).